# Hypsiboas caipora
Espèce
Hypsiboas caipora est une espèce d'amphibiens de la famille des Hylidae.

## Répartition
Cette espèce est endémique du Sud de l'État de São Paulo au Brésil. Elle se rencontre entre 700 et 800 m d'altitude dans la forêt Atlantique de la Serra do Mar dans les municipalités de Pilar do Sul, de Sete Barras et de São Miguel Arcanjo.

## Publication originale
- Antunes, Faivovich & Haddad, 2008 : A New Species of Hypsiboas from The Atlantic Forest of Southeastern Brazil (Amphibia: Anura: Hylidae). Copeia, vol. 2008, no 1, p. 179-190.